# Johann Heinrich Gleser
Johann Heinrich Gleser (* 27. Juni 1734 in Basel; † 16. Februar 1773 ebenda; reformiert; heimatberechtigt in Basel) war ein Schweizer Jurist und Historiker.

## Leben und Werk
Johann Heinrich Gleser, Sohn eines Bäckers, studierte an der Universität Basel Jurisprudenz. Von 1759 bis 1763 hielt er an der gleichen Universität Vorlesungen zur Geschichte der Schweiz. 1760 bewarb er sich erfolglos um den Basler Lehrstuhl für Natur- und Völkerrecht. Zu diesem Zweck veröffentlichte er ein Traktat über die Bündnisse der Eidgenossen und edierte im Anhang als Erster den Bundesbrief von 1291. Später übernahm Gleser die Bäckerei seines Vaters und wurde 1763 in den Zunftvorstand gewählt.